# Brooke Smith (basket-ball)
Pour les articles homonymes, voir Brooke Smith et Smith.
Brooke Smith, née le 30 avril 1984 à San Anselmo (Californie, États-Unis), est une joueuse américaine de basket-ball.

## Biographie
Après la Marin Catholic High School de Kentfield en Californie, où elle est nommée WBCA All-American, elle participe au WBCA High School All-America Game (en) de 2002, où elle score 8 points. Elle ne joue que la saison 2002-2003 pour l'université Duke. Après une année en tant que redshirt, elle exécute trois saisons avec l'université Stanford, dont elle sort diplômée en 2007. Elle est sélectionnée en 23e position de la draft WNBA 2007 par les Monarchs de Sacramento, mais est libérée le 26 avril 2007. Trois jours plus tard, elle est signée par le Sun du Connecticut, mais de nouveau libérée le 11 mai. 
En Italie, elle joue pour la Virtus Viterbo pour le championnat A-1 en 2007-2008 . En 32 rencontres, elle compile 14,6 points à 52 % (72 % aux lancers), 10,3 rebonds, 2,7 balles volées.
Elle accède à la WNBA la saison suivante au Mercury de Phoenix, avec lesquels elle remporte le titre 2009.
Hors saison WNBA, elle joue deux saisons pour Pool Comense de nouveau en Italie. En 2009–2010, elle est avec 17,53 points par rencontre la meilleure marqueuse de son équipe, élue meilleure pivot de la Ligue italienne et donc dans la First Team.
En 2010-2011, elle joue pour le champion en titre Taranto Cras Basket, où elle succède à Rebekkah Brunson, mais quitte l'équipe à la fin de l'année civile, pour rejoindre Tarbes Gespe Bigorre en LFB.

## Palmarès
- Championne WNBA 2009
- Supercoupe d'Italie 2009